# 皮纳拉伊
皮纳拉伊（Pinarayi），是印度喀拉拉邦Kannur县的一个城镇。总人口15828（2001年）。

## 人口
该地2001年总人口15828人，其中男性7471人，女性8357人；0—6岁人口1453人，其中男721人，女732人；识字率86.41%，其中男性为88.42%，女性为84.61%。